# Liste der Kulturgüter in Seengen
Die Liste der Kulturgüter in Seengen enthält alle Objekte in der Gemeinde Seengen im Kanton Aargau, die gemäss der Haager Konvention zum Schutz von Kulturgut bei bewaffneten Konflikten, dem Bundesgesetz vom 20. Juni 2014 über den Schutz der Kulturgüter bei bewaffneten Konflikten sowie der Verordnung vom 29. Oktober 2014 über den Schutz der Kulturgüter bei bewaffneten Konflikten unter Schutz stehen.
Objekte der Kategorien A und B sind vollständig in der Liste enthalten, Objekte der Kategorie C fehlen zurzeit (Stand: 1. Januar 2023). Unter übrige Baudenkmäler sind weitere geschützte Objekte zu finden, die in der Bau- und Nutzungsordnung der Gemeinde verzeichnet und nicht bereits in der Liste der Kulturgüter enthalten sind.

## Kulturgüter
| Foto | | Objekt                                                                         | Kat. | Typ | Standort                                         | Beschreibung |
| ---- | --- | ------------------------------------------------------------------------------ | ---- | --- | ------------------------------------------------ | --- |
| ja   | Datei hochladen · Wikidata zu Riesi (Q3477679)                                                           | Riesi KGS-Nr.: 00246                                                           | A    | F   | Moos/Aabach 657750 / 241000                      | Spätbronzezeitliche Seeufersiedlung, Teil des UNESCO-Welterbes «Prähistorische Pfahlbauten um die Alpen». |
| ja   | Datei hochladen · Wikidata zu Schloss Hallwyl (Q870354)                                                  | Schloss Hallwyl KGS-Nr.: 00247                                                 | A    | G   | Boniswilerstrasse 38.1–38.6 657130 / 241640      | Wasserschloss auf zwei Inseln im Aabach, eine der bedeutendsten Anlagen dieser Art in der Schweiz. Hervorgegangen aus einem Wohnturm der Herren von Hallwyl im 12. Jahrhundert. |
| ja   | Datei hochladen · Wikidata zu Schloss Brestenberg (Q2240410)                                             | Schloss Brestenberg KGS-Nr.: 09469                                             | A    | G   | Brestenbergstrasse 8 658172 / 241276             | 1625 erbautes Schloss im Barockstil. Dreigeschossiger Rechteckbau mit Krüppelwalmdach. An der Nordseite angebaut ein runder Treppenturm. |
| ja   | Datei hochladen · Wikidata zu Schlossmühle (Q19362384)                                                   | Schlossmühle KGS-Nr.: 09898                                                    | A    | G   | Boniswilerstrasse 38 657076 / 241702             | 1638 erbaute Mühle am Aabach, entstanden durch Umbau eines mittelalterlichen Vorgängerbaus. |
| BW   | Datei hochladen · Wikidata zu Hammerschmiede mit Weiher und Wasserzufluss (Q115943336)                   | Hammerschmiede mit Weiher und Wasserzufluss KGS-Nr.: 16892                     | A    | G   | Bergstrasse 10.2 658426 / 242248                 | Im Jahr 1837 erbaute und heute noch funktionstüchtige Hammerschmiede. Darin wurden fünf Hämmer eingebaut, die über Wasserrad und Wellbaum von Wasserkraft angetrieben werden. Einziger noch existierender Gewerbebetrieb dieser Art im Aargau. |
| ja   | Datei hochladen · Wikidata zu Evangelisch-reformierte Kirche mit Pfarrhaus und Gartenhäuschen (Q2137060) | Evangelisch-reformierte Kirche mit Pfarrhaus und Gartenhäuschen KGS-Nr.: 00248 | B    | G   | Schulstrasse 10.1, 12 657788 / 241989            | 1820/21 erbautes Kirchengebäude im klassizistischen Stil. Achteckige, innen ovale Querkirche mit schlankem Haubenturm an der nördlichen Längsseitenmitte. Daneben steht das 1742 erbaute zweigeschossige Pfarrhaus, ein stattliches, symmetrisch gegliedertes Gebäude unter Satteldach; in der Mitte der südlichen Längsfront dekoratives Eingangsportal. Im Garten steht ein polygonales Gartenhäuschen mit kegelförmigem Strohdach. |
| BW   | Datei hochladen · Wikidata zu Herzighaus (Q29580761)                                                     | Herzighaus KGS-Nr.: 09892                                                      | B    | G   | Poststrasse 5 658009 / 242001                    | 1696 erbautes, lang gestrecktes bäuerliches Giebelhaus. Enthält im nordwestlichen Teil einen mittelalterlichen Wohnturm des 14. Jahrhunderts. |
| BW   | Datei hochladen · Wikidata zu Brunnen (Q29580755)                                                        | Brunnen KGS-Nr.: 15766                                                         | B    | K   | Schulstrasse 12 (beim Pfarrhaus) 657766 / 242036 | 1758 errichteter Brunnen mit langem zweiteiligem Rechtecktrog aus einem erratischen Block; an der Schmalseite quadratischer Brunnenstock mit aufgesetzter Säule. |
| BW   | Datei hochladen · Wikidata zu Römischer Gutshof (Q29580765)                                              | Römischer Gutshof KGS-Nr.: 15769                                               | B    | F   | Kirche / Pfarrhof / Schulstrasse 657733 / 242004 | Überreste einer römischen villa rustica des 1. und 2. Jahrhunderts, erstmals 1919 ausgegraben. Von besonderem Wert ist ein Mosaik-Fussboden im Hypokaustum. |
| ja   | Datei hochladen · Wikidata zu Neuhaus (Q29580768)                                                        | Neuhaus KGS-Nr.: 15770                                                         | B    | G   | Scheffelweg 9 658059 / 241486                    | 1682 erbautes repräsentatives Wohnhaus, bis 1804 als Trotte genutzt. Zweigeschossiges Gebäude unter Gerschilddach mit Ründe und geschnitzten Bügen. |
| ja   | Datei hochladen · Wikidata zu Restaurant "Zum Burgturm" (Q29580770)                                      | Restaurant «Zum Burgturm» KGS-Nr.: 15771                                       | B    | G   | Schulstrasse 2 657947 / 242056                   | 1578 erbauter ländlicher Oberschichtbau im spätgotischen Stil. Zweigeschossiger Mauerbau, der Teile eines mittelalterlichen Wohnturms umschliesst. |
| BW   | Datei hochladen · Wikidata zu Villa im Ghei (Q29580774)                                                  | Villa im Ghei KGS-Nr.: 16005                                                   | B    | G   | Gheiweg 7 658484 / 240961                        | 1934/35 von Albert Jenny erbaute Villa im Stil des Neuen Bauens. Kraftvolle kubische Gliederung, konsequente Beschränkung der Gestaltungsmittel, übersichtlich strukturierter Grundriss mit klarer Trennung zwischen bedienten und dienenden Räumen. |
| BW   | Datei hochladen · Wikidata zu Bronzezeitliche Siedlungsstelle (Q115943909)                               | Bronzezeitliche Siedlungsstelle KGS-Nr.: 16883                                 | B    | F   | Moos / Aabach 657483 / 241317                    | |

## Übrige Baudenkmäler
| ID  | Foto |                 | Objekt                             | Typ | Standort                            | Beschreibung |
| --- | ---- | --------------- | ---------------------------------- | --- | ----------------------------------- | ------------ |
| 901 | BW   | Datei hochladen | Wirtschaft «Holliger Sämi»         | G   | Oberdorfstrasse 16 658098 / 242099  |              |
| 902 | ja   | Datei hochladen | Ehemalige Schmiede                 | G   | Oberdorfstrasse 18 658102 / 242119  |              |
| 903 | ja   | Datei hochladen | Gasthof Bären                      | G   | Oberdorfstrasse 1 657965 / 242077   |              |
| 904 | ja   | Datei hochladen | Ehemaliges Schul- und Gemeindehaus | G   | Schulstrasse 8 657904 / 242044      |              |
| 905 | ja   | Datei hochladen | Wohnhaus                           | G   | Boniswilerstrasse 4 657739 / 241905 |              |
| 906 | ja   | Datei hochladen | Wohnhaus                           | G   | Boniswilerstrasse 6 657679 / 241897 |              |
| 907 | BW   | Datei hochladen | Wohnhaus                           | G   | Boniswilerstrasse 8 657648 / 241878 |              |
| 910 | BW   | Datei hochladen | Wohnhaus «Im Bad»                  | G   | Moosweg 3 657966 / 241532           |              |
| 911 | BW   | Datei hochladen | Stallscheune «Im Bad»              | G   | Moosweg 1 657980 / 241530           |              |
| 914 | BW   | Datei hochladen | Eichberg                           | G   | 657896 / 243438                     |              |
| 915 | BW   | Datei hochladen | Einrichtung der Hammerschmiede     | K   | Stoffelgasse 658435 / 242217        |              |
| 916 | ja   | Datei hochladen | AEW-Unterwerk                      | G   | Seengerstrasse 656793 / 241229      |              |

Legende: Siehe Legende der Liste der Kulturgüter von nationaler und regionaler Bedeutung. Anstelle der KGS-Nummer wird als Objekt-Identifikator (ID) die Inventar- oder Gebäudenummer in der Bau- und Nutzungsordnung der Gemeinde verwendet.